# Tống Trang công
Tống Trang công (chữ Hán: 宋莊公;744 TCN-692 TCN, trị vì: 710 TCN-692 TCN), tên thật là Tử Phùng (子馮), là vị vua thứ 16 của nước Tống – chư hầu nhà Chu trong lịch sử Trung Quốc.

## Lưu vong và lên ngôi
Tử Phùng là con của Tống Mục công – vua thứ 14 nước Tống. Năm 719 TCN, vua cha Mục công mất, nhớ tới ơn vua anh Tuyên công truyền ngôi cho mình, nên không truyền ngôi cho ông mà truyền ngôi cho con Tuyên công – tức anh họ Tử Phùng - là Tử Dữ Di lên nối ngôi, tức là Tống Thương công.
Tử Phùng bỏ chạy sang nước Trịnh, được Trịnh Trang công cho ở nhờ.
Năm 711 TCN, Thái tể Hoa Đốc giết chết Tư mã Khổng Phủ Gia để chiếm đoạt người vợ và tấn công luôn vào cung, giết chết Tống Thương công.
Trịnh Trang công bèn họp các nước Lỗ, Tề, Trần cùng bàn về loạn nước Tống. Hoa Đốc bèn mang của đút lót cho cả bốn nước và xin đón công tử Phùng về nước làm vua. Trịnh Trang công và các chư hầu bằng lòng, cho Tử Phùng về nước lên ngôi, tức là Tống Trang công.

## Quan hệ với chư hầu
Năm 700 TCN, đại phu Tế Trọng (祭足) nước Trịnh đi sứ nước Tống. Công tử Đột là con thứ của Trịnh Trang công ở nước Tống được Tống Trang công ủng hộ, muốn lập làm vua. Nhân Tế Trọng đến, Tống Trang công uy hiếp Tế Trọng lập Cơ Đột đoạt ngôi, nếu không sẽ giết chết. Tế Trọng nghe theo, mật ước với nước Tống, rồi trở về nước ép Trịnh Chiêu công nhường ngôi, lập công tử Đột làm vua tức Trịnh Lệ công.
Sau khi lập vua Trịnh, Tống Trang công nhiều lần đòi của cải với Trịnh Lệ công để trả công giúp lên ngôi, hai nước trở thành thù hằn. Năm 700 TCN, Trịnh liên minh với nước Kỷ và nước Lỗ, còn Tống liên minh với các nước Tề, Yên, Vệ; hai bên giao tranh ở nước Kỷ. Kết quả liên quân Trịnh-Lỗ-Kỷ đánh bại liên quân Tống-Tề-Yên-Vệ.
Sang năm 699 TCN, Tống Trang công lại kêu gọi các nước Tề, Sái, Vệ, Trần đi đánh Trịnh để báo thù. Liên quân tiến vào Đại Quỳ, chiếm ấp Ngư Thủ.
Năm 698 TCN, Tống Trang công hợp quân với Tề Hi công đánh nước Kỉ, nhưng không thắng. Năm 697 TCN, Tế Trọng đuổi Trịnh Lệ công đón Trịnh Chiêu công trở về phục nghiệp. Lệ công trốn sang đất Lịch. Tống Trang công không ủng hộ Trịnh Chiêu công nên cùng hội binh cùng các nước Lỗ, Tề, Trần, Sái đánh Trịnh để giúp Lệ công, nhưng cuối cùng không thắng phải rút quân.
Năm 692 TCN, Tống Trang công qua đời. Ông làm vua 19 năm. Con ông là Tử Tiệp lên nối ngôi, tức Tống Mẫn công.